# Rhizaspidiotus adiscus
Rhizaspidiotus adiscus är en insektsart som beskrevs av Gómez-menor Ortega 1968. Rhizaspidiotus adiscus ingår i släktet Rhizaspidiotus och familjen pansarsköldlöss.
Artens utbredningsområde är Spanien. Inga underarter finns listade i Catalogue of Life.